# Sweet 19 Blues (singel)
Sweet 19 Blues – piąty singel Namie Amuro w wytwórni avex trax. Miesiąc po wydaniu albumu Sweet 19 Blues Amuro wydała singel pod tym samym tytułem. Singel utrzymywał się przez trzynaście tygodni w rankingu Oricon. Sprzedano wtedy 452 890 kopii płyty. Znalazł się na #64 miejscu najlepiej sprzedających się singli w Japonii w 1996.

## Lista utworów
| 1. | Sweet 19 Blues (Straight Run) | 5:38  |
|    |                               |       |
| 2. | Sweet 19 Blues (KC Dub Mix)   | 5:39  |
|    |                               |       |
| 3. | Joy (Straight Run)            | 4:01  |
|    |                               |       |
| 4. | Joy (Extended Summertime Mix) | 4:12  |
|    |                               |       |
|    |                               | 19:30 |
|    |                               |       |

## Wystąpienia na żywo
- 23 sierpnia 1996 – Music Station
- 24 sierpnia 1996 – Mega Hit Night
- 31 sierpnia 1996 – Pop Jam
- 31 sierpnia 1996 – CDTV
- 16 września 1996 – Hey! Hey! Hey! Music Champ Special
- 4 września 1996 – Music Station Special
- 4 października 1996 – Music Station Special
- 29 października 1996 – Utaban
- 2 listopada 1996 – 27 hours TV
- 26 listopada 1996 – P-Stock
- 14 grudnia 1996 – 29th All Japan Request Awards
- 21 maja 1997 – TK Groove Museum HongKong
- 27 maja 1997 – TK Pan-Pacific Tour

## Oricon
| Diagram                                                    | Pozycja |
| ---------------------------------------------------------- | ------- |
| Dzienny diagram Oricon (w pierwszym dniu sprzedaży)        | -       |
| Tygodniowy diagram Oricon (w pierwszym tygodniu sprzedaży) | #2      |
| Miesięczny diagram Oricon (w pierwszym miesiącu sprzedaży) | #5      |
| Roczny diagram Oricon                                      | #64     |